# Districtul Bordj Bou Arreridj
Bordj Bou Arreridj este un district din provincia Bordj Bou Arreridj, Algeria.